# アル＝イスラ
イエメン改革会議（アラビア語: التجمع اليمني للإصلاح）、通称「アル＝イスラ」は、1990年にアブドゥラ・イブン・フセイン・アル＝アフマール 、アリ・モーセン・サレ・アル＝アフマール 、アブドゥル・マジェド・アル＝ジンダニ、モハメド・アル＝ヤドゥミ、ヤヒャ・ラッサームによって設立されたイエメンのイスラム主義政党である。イスラム国家基本法の最初の条項では「イスラム教の原理と教えに基づいて生活のあらゆる面の改革を求める世俗的な政治組織」と定義されている。 
改革会議は政党というよりは部族的、宗教的集団の緩やかな連帯である。  その起源はマルクス主義国家民主戦線に対抗するためにサウジアラビアに資金援助を受けたムスリム同胞団傘下の民兵である。    イスラム戦線は、1990年にイエメンが統一された後、 サウジアラビアからの財政的支援を受けて、イスラム主義政党の旗の下に再編成された。改革会議はサウジアラビアの友好組織として長年認められてきた。    公式ウェブサイトでは、改革会議はその外交政策議題において、5つの大きな目標のうちの1つは、「同胞姉妹であるサウジアラビアおよび湾岸協力会議の国々と我が国の関係を強化すること」としている。   さらに、サウジアラビアは、改革会議によって非公式に統制されていたマドラサに資金提供を行った。   サウジアラビアからの多額の資金援助の結果、イスラム過激派がイエメンで誕生した。
改革会議は他のアラブ諸国の保守的なイスラム教徒とは異なっている。党はイエメンのムスリム同胞団およびより過激なワッハーブ派の部族の影響とともに自らのそれを結びつけている。その結果、重要な問題について深い内部分裂に直面している。その厄介な構成は、それが部族的、政治的利益、党のイスラム主義的プラットフォームの異なる解釈、そして忠誠心と野党の両方の支持者のバランスをとることを代わりに強いることで、明確な議会のプラットフォームを開発することを妨げている。 同盟としての起源を考えると、改革議会のイデオロギーは曖昧なままであり、その政治的基盤は曖昧なままである。改革会議は部族的および宗教的価値を促進する保守的な政党として最もよく説明されるかもしれない。
改革会議とイエメン社会党が国民全体会議に対抗する野党連合を設立するために他の3つの小規模政党に加わり、2003年に連合政党が成立した。  2003年4月27日の選挙では、党は一般投票の22.6％と301議席のうち46議席を獲得した。 
改革会議はムスリム同胞団の一部であり、バーレーン 、   エジプト 、 ロシア 、 シリア 、 サウジアラビアとアラブ首長国連邦によってテロ組織に認定されている。      しかし、イエメンでの内戦以来、サウジアラビアは改革会議との緊密な関係を築いてきた。

## 設立
1990年9月13日、イエメンのサナアで部族の首長アブドゥラ・アル・アフマールによって創設された。

## 構成
改革会議は3つの構成要素からなると言われている。１つは、モハメッド・カータンが率いるイエメンのムスリム同胞団である。2つ目は、部族の首長であるアブドゥラ・アル・アフマールが2007年に亡くなるまで彼自身が率いていた部族連盟で、死後息子のサーデクに引き継がれた。  3つ目は、イエメンで最も著名なスンニ派の宗教学者アブドゥル・マジェド・アル＝ジンダニが率いるスーフィーズム組織である。  2007年12月28日、アル・アフマールの死後、モハメド・アル＝ヤドゥミが委員長を継承した
2003年の議会選挙で 、改革会議は46議席を獲得した。2010年現在、所属する議員のうち13人は人権活動家や、2015年に活動家グループ「束縛のない女性ジャーナリスト」を設立し、 2011年にノーベル平和賞を受賞したタワックル・カルマン  を含む女性である。  
2014年、与党国民全体会議に次いで2番目に大きな政党となった。 

## 政策

### 国家
アル＝イスラは、フーシ反乱に対して、親欧米の現政権のために戦う人々は争いから身を置くべきであると述べた。
改革会議は、現時点で、大統領による終身刑執行を可能にする可能性があるイエメン憲法の修正案の草案について盛んに議論している。また、 2011年イエメン騒乱のデモ活動の組織にも関わっていた。 

## 出版
党は、日刊紙Al SahwaとSuhail TVの2つのメディアを保有している。   後者は党の創設者の親戚であるHamid al-Ahmarが保有している。 

## サウジアラビアやアラブ首長国連邦との関係
党は、 ムスリム同胞団との関係によってに2014年3月、サウジアラビアにブラックリストに登録された。   サウジアラビアは、元国王アブドゥラ・ビン・アブドゥルアジズの死後、 イエメン内戦のフーシとの戦闘における党の活躍を評価し、改革会議との関係を修復した。   2017年12月、イスラム指導者Al-YidoumiとAl-Anisiがサウジアラビアの首都リヤドでサウジアラビアとアブダビの王妃と会談し、イエメン内戦について話し合った。   それ以前は、アラブ首長国連邦は改革会議を敵視しており 、革命会議のメイヨーを暗殺するためにアラブ首長国連邦がアメリカの傭兵を雇ったと後に言及された。     2018年12月には、革命会議やアルカーイダやISILのようなジハード過激派組織のようなイスラム組織がUAEの主な標的であると報告されたが、サウジアラビアはその事について対処できていない。 